# Cyrtarachne biswamoyi
Cyrtarachne biswamoyi là một loài nhện trong họ Araneidae.
Loài này thuộc chi Cyrtarachne. Cyrtarachne biswamoyi được Benoy Krishna Tikader miêu tả năm 1961.